# Litanies
Die Litanies (JA 119) ist das wohl bekannteste Orgelwerk des französischen Komponisten Jehan Alain.
Das Stück, das zunächst Supplications (Flehen) als Arbeitstitel trug, wurde am 15. August 1937 von Alain beendet und von ihm am 17. Februar 1938 an der Orgel von La Trinité (Paris) uraufgeführt.
Das Thema des Werkes wurde von Jehan Alain entworfen. Teile des Stückes lassen sich schon in einer 1935 komponierten Fantasmagorie nachweisen. Das nur etwa vierminütige Stück beruht auf einem Thema von Achtel- und Viertelnoten, das in immer neuen Variationen wiederholt wird. Im Verlauf des Stückes kommt es zu einer dramatischen Steigerung bis hin zu rauschhafter Ekstase. Alain schrieb dazu in einem Brief: »Ein Gebet ist keine Klage, sondern ein Tornado, der alles, was sich ihm in den Weg stellt, hinwegfegt…Wenn man am Ende nicht völlig erschöpft ist, hat man das Stück weder richtig verstanden, noch so gespielt, wie ich es mir vorstelle.« Die Interpretation ab Takt 58 mit ihren schnell absteigenden Dreiklängen gilt als schwierig. Alain empfahl daher eine Interpretation ohne Temporeduktion unter Vernachlässigung der Genauigkeit in der linken Hand.
Zur Zeit der Komposition befand sich Jehan Alain in einer Krise, seine Frau hatte eine Fehlgeburt und er selbst litt unter Angstträumen. Dem Stück hat Alain drei Wochen nach Vollendung der Komposition folgende Widmung vorangestellt, die sich auf den zu dieser Zeit erfolgten Tod seiner Schwester Marie-Odile bei einem Bergunfall bezieht:

„Quand l’âme chrétienne ne trouve plus de mots nouveaux dans la détresse pour implorer la miséricorde de Dieu, elle répète sans cesse la même invocation avec une foi véhémente. La raison atteint sa limite. Seule la foi poursuit son ascension.“